# Comitè Olímpic Kosovar
El Comitè Olímpic Kosovar (en albanès: Komiteti Olimpik i Kosovës; en serbi: Олимпијски комитет Косова / Olimpijski komitet Kosova) és el Comitè Olímpic Nacional en representació de Kosovo. Fundat oficialment el 1992, es va convertir en un membre de ple dret del Comitè Olímpic Internacional i del Moviment Olímpic, el 9 de desembre de 2014. És responsable de la participació de Kosovo en els Jocs Olímpics. L'Estat de Kosovo va participar en els Jocs Europeus de 2015 a Bakú i als Jocs Olímpics d'Estiu de 2016 a Rio de Janeiro. També hi ha prevista una federació paralímpica.

## Història
El Comitè Olímpic Kosovar es va establir oficialment en 1992. L'administració dirigida per les Nacions Unides a Kosovo va establir prèviament un grup de treball per col·laborar amb el COI per permetre que els atletes participessin en els Jocs Olímpics. A causa de la seva condició, els atletes kosovars no se'ls va permetre competir sota la bandera de Kosovo, fins al reconeixement el 2014. Durant els Jocs Olímpics d'Estiu de 2012, la judoka kosovar i campiona del món Majlinda Kelmendi va haver de competir per Albània. Els atletes kosovars d'ètnia sèrbia van participar com a part de Sèrbia i Montenegro i Sèrbia.
En octubre de 2014, el Comitè Olímpic Internacional (COI) va registrar de forma provisional el Comitè Olímpic Kosovar i el va nomenar membre de ple dret el 9 de desembre de 2014. En aquell moment, Kosovo no era un membre o estat observador de les Nacions Unides, però s'havia guanyat el reconeixement diplomàtic com a estat sobirà per 108 dels 193 estats membres de l'ONU. Per primer cop, en 2016 va participar en uns Jocs Olímpics d'estiu a Rio de Janeiro.
Abans del reconeixement del COI, els atletes kosovars van participar en els Special Olympics de 2003 a 2011. Es va crear un organisme anomenat Special Olympics Kosovo especial per donar suport als atletes participants.
Els atletes de Kosovo van participar en el Campionat del Món de natació de 2015 de Kazan o en el Campionat de les Nacions Emergents de 2015 que organitza la Federació Internacional d'Handbol.